# Vallenar
Vallenar é uma comuna e a capital da província de Huasco, na Região de Atacama, no Chile. Se situa no fundo do vale do rio Huasco. Tem uma área de 7083,7 km2 e uma população de 52 099 habitantes (2012).

## História
No final do século XV, todo o norte do atual Chile foi conquistado pelo império Inca. Em meados do século XVI, o vale do rio Huasco foi ocupado por encomendeiros espanhóis, principalmente na zona costeira. Em 1789, o governador Ambrosio O'Higgins fundou a cidade de San Ambrosio de Ballenary, uma referência tanto a Santo Ambrósio quanto à cidade natal do governador: Ballenary, na Irlanda. 
Em 1811, descobriu-se a primeira mina de prata na região, a 24 km da cidade. José Miguel Carrera ordenou, então, a fundação na cidade do primeiro banco do país. Em 1892, a linha de trem chegou à cidade, vinda de Huasco. Em 10 de novembro de 1922, um sismo de 8,5 graus na escala Richter atingiu a cidade. Em 1959, a Companhia Mineira do Pacífico iniciou suas atividades com as minas de ferro de Santa Fe, Algarrobo e Los Colorados. Em 30 de janeiro de 2013, um terremoto de 6,7 graus atingiu a cidade. 

## Economia
Atualmente, a economia da comuna se baseia na mineração do ferro e no cultivo de oliveiras e de uvas para fabricação de pisco e para exportação, bem como no cultivo de frutas e hortaliças para abastecimento local.